# Kościół św. Klemensa we Wrocławiu
Kościół św. Klemensa – Kościół, który znajdował się we Wrocławiu, przy ówczesnej ul. Polskiej. Rozebrany w 1773 roku.

## Historia
Kościół po raz pierwszy wzmiankowany był w 1406 roku. W 1512 roku nazywany był „kościołem rybaków i Polaków”. 
17 lipca 1418 roku zawiązano w nim spisek pospólstwa przeciw radzie miejskiej, oskarżonej o nadmierny fiskalizm i korupcję. Zaprzysiężony w kościele tłum wtargnął następnego dnia rano do ratusza, gdzie zamordowano burmistrza i trzech ławników, rozbito skrzynie z dokumentami i pieniędzmi, uwolniono więźniów. Po tych wydarzeniach biskup Konrad polecił zamknąć kościół „na wieki”, jednak z czasem przywrócono w nim nabożeństwa, odprawiane w języku polskim. Świątynia zaczęła popadać w ruinę; w 1731 r. konstrukcja częściowo zawaliła się. 
Kościół rozebrano w 1773 roku i w jego miejscu postawiono koszary. W jednym z muzeów miasta Wrocławia zachowała się XVIII-wieczna rycina przedstawiająca kościół jako skromną, gotycką budowlę, z małą przybudówką (prawdopodobnie kaplicą).

## Architektura
Kościół murowany, bezwieżowy. Podobny był do świątyń w Czarnowąsach i Lipnicy Murowanej. Posiadał prezbiterium i zakrystię. Ostatni kształt kościoła pochodził z XV wieku. Dach był dwuspadowy, kryty dachówką.